# MSC World Europa
MSC World Europa — первое круизное судно класса World итальянской компании MSC Cruises. Крупнейшее судно и флагман круизного флота компании. Класс судна является вторым в мире по размерам круизных лайнеров (после судов проекта Icon компании Royal Caribbean). Первое в компании круизное судно на сжиженном природном газе (СПГ). Построено французской компанией STX France на верфи Chantiers de l’Atlantique в городе Сен-Назер. Ходит под флагом Мальты. Начало рейсы 20 декабря 2022 года. Эксплуатируется в Европе в бассейнах Средиземного и Северного морей. Базовым портом является Генуя.

## История
О создании четырёх судов класса World общей стоимостью 4,5 млрд евро и заключении контракта на первые два судна было объявлено в апреле 2016 года.
Название корабля MSC Europa в честь Европы было объявлено 31 октября 2019 года на церемонии резки стали для корпуса.
Во время церемонии закладки корпуса и киля (с закладкой под него двух монет на удачу) 29 июня 2020 года было объявлено о переименовании корабля в MSC World Europa и наименовании последующих кораблей серии аналогично со словом World по частям света.
В июне 2021 года перевено в сухой док.
Спущено на воду 2 декабря 2021 года.
Морские испытания с использованием СПГ проведены в Атлантике с 15 июня 2022 года.
Сдано заказчику 24 октября 2022 года.
Согласно контракту Катара и MSC от ноября 2019 года использовалось в порту Доха как отель в ноябре—декабре 2022 года во время Чемпионата мира по футболу 2022 года.
13 ноября 2022 года с участием итальянской актрисы Софи Лорен и итальянского певца Маттео Бочелли в Дохе состоялась торжественная церемония крещения судна с лазерным шоу, шоу дронов и фейерверком.
20 декабря 2022 года с Персидского залива начались регулярные круизы.

## Характеристики
Судно имеет водоизмещение более 215 000 брутто-тонн, длину 333 метра, ширину 47 метров, высоту 68 метров. Вмещает 6762 (максимально до 6850) пассажиров в 2626 каютах, а также 2138 членов экипажа. Имеет максимальную скорость 22,7 узлов.
Судно имеет инверсивный корпус с обратной относительно традиционной наклонностью в форме буквы «G» и утюга носовой части для экономии топлива и лучшей волновой устойчивости. 22-палубное судно имеет ближе к корме двухкорпусную архитектуру в форме буквы «Y» с 104-метровым променадом под открытым небом, окружённым внутренними каютами с балконами. Также среди 40 тыс. кв.метров всех и 15 тыс. кв.метров открытых общественных пространств на судне имеются крытый променад со светодиодным потолком-«небом», панорамные лифты, театр, концертный зал, аквапарк, сухая горка высотой 11 палуб, семь бассейнов, спа-центр, лунапарк, казино, 33 ресторана, кафе, бара, лаунджа и другие общественные места для развлечений, отдыха, спорта и шоппинга.
Судно имеет дизель-электроходную движительную систему финской компании Wärtsilä общей мошностью 80 МВт на сжиженном природном газе (СПГ) и твёрдооксидных топливных элементах (ТОТЭ), обеспечивающих 99%-ое снижение выбросов диоксида серы, 85%-ое снижение выбросов оксида азота, 20%-ое снижение выбросов диоксида углерода, 30%-ое снижение выбросов парниковых газов. Движение корабля осуществляется за счёт двух пятилопастных винтов, каждый из которых приводится в движение маршевым электродвигателем; также имеется семь, в том числе четыре передних и два кормовых, маневрово-рулевых двигателей.